# Cristianismo céltico
A expressão Cristianismo céltico ou Cristianismo insular (às vezes denominado Igreja Céltica ou Igreja Britânica) refere-se amplamente ao Cristianismo praticado na Alta Idade Média pelos povos celtas e que se desenvolveu nas Ilhas Britânicas ao redor do Mar da Irlanda nos séculos V e VI.
Alguns escritores descreveram uma distinta "Igreja Celta" unindo os povos celtas e distinguindo-os dos adeptos da Igreja Latina, enquanto outros classificam o Cristianismo Celta como um conjunto de práticas distintas que ocorrem nessas áreas. Vários estudiosos rejeitam a primeira noção, mas observam que havia certas tradições e práticas presentes nas Igrejas irlandesa e britânica que não eram vistas no mundo cristão mais amplo.
A expressão "Cristianismo céltico" é por vezes estendido além do século VII para descrever práticas cristãs posteriores nestas áreas; todavia, por conta da história das Igrejas irlandesas, galesas, escocesas, bretãs, córnicas, que divergem significativamente após o século VIII, os historiadores geralmente evitam o uso da expressão neste contexto. Além disso, alguns historiadores não utilizam a expressão "Igreja Céltica", visto que consideram que a expressão implica o sentido de que houve uma entidade unificada e identificável separada da grande Cristandade ocidental, por esta razão, muitos preferem o termo Cristianismo Insular.

## Tradições distintas

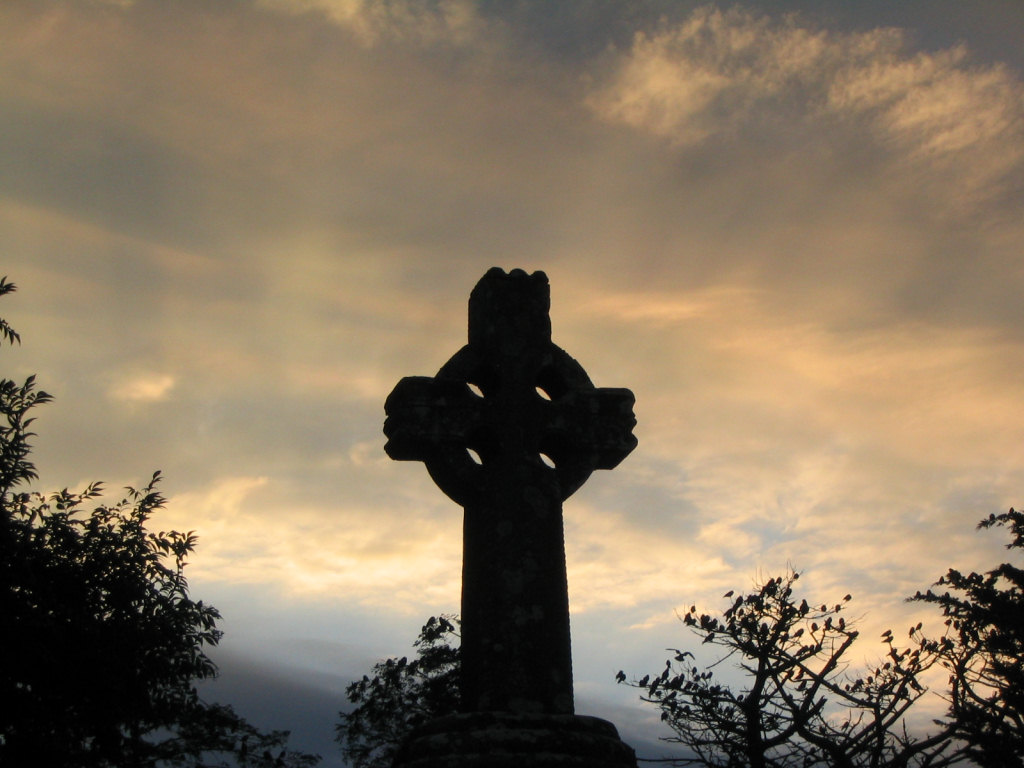
Cruz céltica em Knock, Irlanda.

Caitlin Corning identifica quatro costumes que eram comuns às Igrejas irlandesa e britânica, mas não eram usados em nenhuma outra parte do mundo cristão.

### Práticas e rituais litúrgicos

#### Tonsura monástica

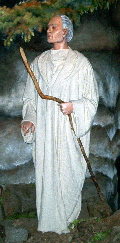
Columbano com a tonsura celta.

Todos os monges do período, e aparentemente a maioria ou todo o clero, mantinham uma tonsura distinta, ou método de cortar o cabelo, para distinguir sua identidade social como homens do clero. Na Irlanda, os homens usavam cabelos longos, e uma cabeça raspada era usada pelos escravos.

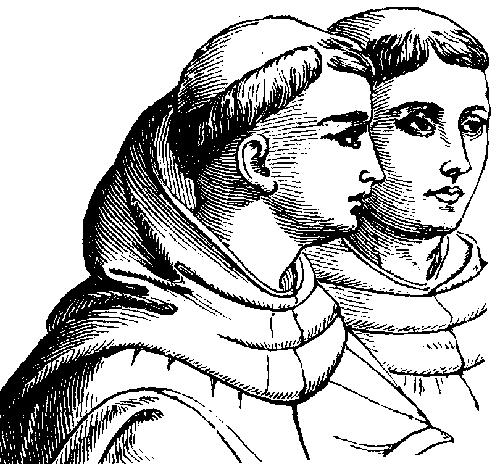
Tonsura romana, em forma de coroa, diferente da tradição irlandesa.

O costume romano predominante era raspar um círculo no topo da cabeça, deixando um halo de cabelo ou coroa; isso acabou sendo associado à imagem da coroa de espinhos de Cristo. O material antigo referente à tonsura celta enfatiza sua distinção da alternativa romana e invariavelmente conecta seu uso à datação celta da Páscoa. Aqueles que preferiam a tonsura romana consideravam o costume celta extremamente pouco ortodoxo e o associavam à forma de tonsura usada pelo heresiarca Simão, o Mago. Essa associação aparece em uma carta de 672 de Adelmo ao rei Gerôncio de Dumnônia, mas pode ter circulado desde o Sínodo de Whitby. A tonsura também é mencionada numa passagem, provavelmente do século VII, mas atribuída erroneamente a Gildas: "Britones toti mundo contrarii, moribus Romanis inimici, non solum in missa sed in tonsura etiam" ("Os bretões são contrários ao mundo inteiro, inimigos dos costumes romanos, não só na missa, mas também no que diz respeito à tonsura").
A forma exata da tonsura irlandesa não é clara nas fontes antigas, embora concordem que o cabelo era de alguma forma tosquiado sobre a cabeça de orelha a orelha. Em 1639, James Ussher sugeriu uma forma semicircular, arredondada na frente e culminando em uma linha entre as orelhas. Esta sugestão foi aceita por muitos escritores subsequentes, mas em 1703 Jean Mabillon apresentou uma nova hipótese, alegando que toda a testa era raspada até as orelhas. A versão de Mabillon foi amplamente aceita, mas contradiz as fontes antigas. Em 2003, Daniel McCarthy sugeriu uma forma triangular, com um lado entre as orelhas e um vértice em direção à frente da cabeça. A Collectio canonum Hibernensis cita a autoridade de Patrício como indicação de que o costume se originou com o pastor de porcos de Lóegaire mac Néill, o rei que se opôs a Patrício.

#### Penitenciais
Na Irlanda cristã – assim como nos povos pictos e ingleses que eles cristianizaram – desenvolveu-se uma forma distinta de penitência, onde a confissão era feita em privado a um padre, sob o selo do segredo, e onde a penitência era dada em privado e normalmente realizada também em privado. Foram feitos certos manuais, chamados "penitenciais", concebidos como um guia para confessores e como um meio de regularizar a penitência dada para cada pecado específico.
Na antiguidade, a penitência era um ritual público. Os penitentes eram divididos em uma parte separada da igreja durante o culto litúrgico e iam à missa vestindo saco e cinzas em um processo conhecido como exomologesis que frequentemente envolvia alguma forma de confissão geral. Há evidências de que essa penitência pública era precedida por uma confissão privada a um bispo ou padre (sacerdos), e parece que, para alguns pecados, a penitência privada era permitida. No entanto, a penitência e a reconciliação eram predominantemente um rito público (às vezes irrepetível), que incluía a absolvição em sua conclusão.
A prática penitencial irlandesa espalhou-se por todo o continente, onde a forma de penitência pública tinha caído em desuso. Columbano foi creditado com a introdução dos medicamenta paentitentiae, os "remédios da penitência", na Gália numa época em que eles tinham vindo a ser negligenciados. Embora o processo tenha encontrado alguma resistência, em 1215 a prática tinha-se estabelecido como a norma, com o Quarto Concílio de Latrão a estabelecer um estatuto canônico que exigia a confissão no mínimo uma vez por ano.

#### Peregrinatio
Uma tradição distintiva final comum em toda a Grã-Bretanha e Irlanda foi a popularidade da peregrinatio pro Christo ("exílio por Cristo"). O termo peregrinatio é latino e se referia ao estado de viver ou peregrinar longe da terra natal na lei romana. Mais tarde, foi usado pelos Padres da Igreja, em particular Agostinho de Hipona, que escreveu que os cristãos deveriam viver uma vida de peregrinatio no mundo presente enquanto aguardam o Reino de Deus. A versão de peregrinatio de Agostinho se espalhou amplamente por toda a Igreja cristã, mas assumiu dois significados exclusivos adicionais nos países celtas.
No primeiro sentido, os penitenciais prescreviam peregrinatio permanente ou temporária como penitência por certas infrações. Além disso, havia uma tradição de empreender uma peregrinatio pro Christo voluntária, na qual os indivíduos deixavam permanentemente suas casas e se colocavam inteiramente nas mãos de Deus. Na tradição irlandesa, havia dois tipos de peregrinatio, a peregrinatio "menor", envolvendo deixar a área de origem, mas não a ilha, e a peregrinatio "superior", que significava deixar a Irlanda para sempre. Este exílio voluntário para passar a vida em uma terra estrangeira, longe de amigos e familiares, veio a ser denominado "martírio branco".
A maioria dos peregrini ou exilados desse tipo buscava realização espiritual pessoal, mas muitos se envolveram em empreendimentos missionários. O britânico Patrício se tornou o evangelista da Irlanda durante o que ele chamou de peregrinatio lá, enquanto Sansão deixou sua casa para finalmente se tornar bispo na Bretanha. Os irlandeses Columba e Columbano fundaram comunidades religiosas altamente importantes após deixarem suas casas. Cristãos ingleses educados na Irlanda, como Geraldo de Mayo, os Dois Evaldos, Vileado, Vilibrordo, Vilfrido, Ceolfrido e outros ingleses, todos seguiram essas tradições irlandesas.

## Outras tradições
Várias outras tradições e práticas distintas existiram (ou são consideradas como tendo existido) na Grã-Bretanha ou na Irlanda, mas não se sabe se foram usadas em toda a região. Diferentes escritores e comentadores identificaram diferentes tradições como representativas do chamado Cristianismo celta.

### Monasticismo e estrutura eclesiástica
A espiritualidade monástica chegou à Grã-Bretanha e depois à Irlanda a partir da Gália, por meio de Lérins, Tours e Auxerre. Sua espiritualidade foi fortemente influenciada pelos Padres do Deserto. De acordo com Richard Woods, os aspectos familiares, democráticos e descentralizados do Cristianismo egípcio eram mais adequados às estruturas e valores da cultura celta do que uma forma diocesana legalista. Os mosteiros tendiam a ser cenobíticos, pois os monges viviam em celas separadas, mas se reuniam para orações, refeições e outras funções comuns. Alguns ascetas mais austeros tornaram-se eremitas vivendo em locais remotos no que veio a ser chamado de "martírio verde". Um exemplo disso seria Kevin de Glendalough e Cuteberto de Lindisfarne.
Uma crença controversa é que o verdadeiro poder eclesiástico no mundo celta estava nas mãos dos abades dos mosteiros, em vez dos bispos das dioceses. Embora isso possa ter sido o caso durante séculos na maior parte da Irlanda, nunca foi a regra em todo o mundo celta em geral. É certo que o ideal do monasticismo era universalmente estimado no Cristianismo celta. Isso era especialmente verdadeiro na Irlanda e nas áreas evangelizadas por missionários irlandeses, onde os mosteiros e seus abades passaram a ser investidos de grande poder eclesiástico e secular. Após o crescimento do movimento monástico no século VI, os abades controlavam não apenas mosteiros individuais, mas também grandes propriedades e as comunidades seculares que as cuidavam. Como monásticos, os abades não eram necessariamente ordenados (ou seja, não eram necessariamente padres ou bispos). Eles geralmente descendiam de uma das muitas famílias reais irlandesas, e os regulamentos de fundação da abadia às vezes especificavam que a abadia deveria, se possível, ser mantida dentro de uma linhagem familiar.
Este foco no mosteiro levou alguns estudiosos, principalmente Kathleen Hughes, a argumentar que o sistema monástico veio a ser a estrutura eclesiástica dominante na Igreja irlandesa, essencialmente substituindo a estrutura episcopal anterior do tipo encontrado na maior parte do resto do mundo cristão. Hughes argumentou que a paruchia, ou rede de mosteiros ligados a uma abadia, substituiu a diocese como a principal unidade administrativa da Igreja, e a posição de abade substituiu amplamente a de bispo em autoridade e destaque. De acordo com este modelo, os bispos ainda eram necessários, uma vez que certas funções sacramentais eram reservadas apenas para os ordenados, mas eles tinham pouca autoridade na estrutura eclesiástica.
No entanto, estudos mais recentes, particularmente o trabalho de Donnchadh Ó Corráin e Richard Sharpe, ofereceram uma visão mais matizada das inter-relações entre o sistema monástico e as estruturas tradicionais da Igreja. Sharpe argumenta que não há evidências de que a paruchia tenha anulado a diocese, ou que o abade tenha substituído o bispo; Os bispos ainda exerciam a autoridade espiritual máxima e permaneciam no comando do clero diocesano. Mas, de qualquer forma, o ideal monástico era considerado a expressão máxima da vida cristã.
O foco em abades e mosteiros poderosos estava limitado à Igreja Irlandesa, no entanto, e não na Grã-Bretanha. A Igreja britânica empregava uma estrutura episcopal que correspondia de perto ao modelo usado em outras partes do mundo cristão.

### Regra de Columbano
Os mosteiros das missões irlandesas, e muitos em casa, adotaram a Regra de São Columbano, que era mais rigorosa do que a Regra de São Bento, a principal alternativa no Ocidente. Em particular, havia mais jejum e ênfase no castigo corporal. Por algumas gerações, monges treinados por missionários irlandeses continuaram a usar a Regra e a fundar novos mosteiros usando-a, mas a maioria se converteu à Regra Beneditina ao longo dos séculos VIII e IX.

### Batismo
Beda sugere que na época de Agostinho de Cantuária, as igrejas britânicas usavam um rito batismal que estava de alguma forma em desacordo com a prática romana. De acordo com Beda, a falha dos cristãos britânicos em "completar" o sacramento do batismo foi uma das três questões específicas com a prática britânica que Agostinho não podia ignorar. Não há indicação de como o batismo era "incompleto" de acordo com o costume romano. Pode ser que tenha havido alguma diferença no rito de confirmação, ou que não tenha havido confirmação alguma. De qualquer forma, é improvável que tenha causado tanta discórdia quanto a controvérsia da Páscoa ou a tonsura, já que nenhuma outra fonte o menciona. Como tal, não há evidências de que o batismo heterodoxo tenha figurado na prática da Igreja irlandesa. Os cristãos celtas podem ter usado a tripla imersão no batismo e podem ter sido lentos em adotar o batismo infantil.